# Pedro Rodríguez (cyclisme, 1966)
Rodríguez  Rosero est un nom espagnol. Le premier nom de famille, en général paternel, est Rodríguez ; le second, en général maternel, souvent omis, est Rosero.
Pour les articles homonymes, voir Pedro Rodríguez et Rodríguez.
Pedro Álvaro Rodríguez Rosero, né le 18 octobre 1966 à Tulcán, est un coureur cycliste équatorien. Il court la majeure partie de sa carrière au niveau amateurs. Il a notamment remporté à cinq reprises le Tour de l'Équateur.
Lors du championnat du monde sur route amateurs en 1995, il se classe initialement troisième de la course. Il est cependant déclassé au profit du coureur colombien Víctor Becerra en raison d'un contrôle positif après la course. Sa médaille lui est donc retirée au profit de Becerra. Il a également participé à la course en ligne des Jeux olympiques en 1996, mais n'a pas terminé la course.
Son fils, Pedro Rodríguez Cadena est également coureur cycliste.

## Palmarès
- 1988
  - Tour de l'Équateur :
    - 4 étapes
    - Classement général
- 1990
  - Tour de l'Équateur :
    - 4 étapes
    - Classement général
- 1991
  - Tour de l'Équateur :
    - 3 étapes
    - Classement général
- 1992
  - 3 étapes du Tour de l'Équateur
- 1993
  - Tour de l'Équateur :
    - 4 étapes
    - Classement général
- 1994
  - 5 étapes du Tour de l'Équateur
  - 7e étape du Clásico RCN
- 1995
  - Tour de l'Équateur :
    - 3 étapes
    - Classement général

  - Vuelta a Mendoza
  - Prologue et 5e étape du Tour de Colombie